# Багнувате
Багнува́те (Багнувата) — село в Україні, у Самбірському районі Львівської області.
Населення становить 294 осіб.
Орган місцевого самоврядування — Боринська селищна рада.

## Назва
Назва утворена від кореня баг- географічного терміна багно та суфікса -уват.

## Географія
За 1,5 кілометрів на південний захід знаходиться село Риків, за 2 км на захід — Ільник, за 5 км на північний схід — Зубриця, за 3 км на південний захід — Межигір'я, за 3 км на південь — Завадка Стрийського району.
Селом протікає потік Багноватка.

## Населення
- 1921 — 614 мешканців;
- 1989 — 398 (187 чол., 211 жін.)[2];
- 2001 — 384[3].
- 2016 — 294[4]

## Церква
Церква Вознесіння Господнього постала у 1929 р. за проєктом львівського архітектора Євгена Нагірного. Будував її майстер Григорій Комар з Ціневи. У плані церква має вигляд хреста, п'ятиверха будівля з гранчастими бічними раменами та вівтарем і прямокутним бабинцем. По обидва боки вівтаря прилягають прямокутні захристя. Кожен об'єм на високих світлових восьмериках завершений наметовими банями зі сліпими ліхтарями і маківками з хрестами. Оточує церкву піддашшя, оперте на профільовані виступи вінців зрубів. Праворуч від входу, під піддашшям, знаходиться дзвін. У 1961–1989 була замкнена.

## Відомі люди
- Цюцик Петро Семенович — український священик, митрофорний протоієрей Української Православної Церкви Київського Патріархату;
- Василь Шишканинець (псевдо: «Бір») — поручник УПА, ад'ютант курінного «Рена», командир сотні «Ударники-3»; загинув поблизу села 1948 року;
- Канюк Василь Дмитрович (1920, Клубівці — 1945, Багнувате) — стрілець УПА боївки «Юрія» (Ігоря Кишакевича).